# Kallie Kriel
Carl Martin (Kallie) Kriel (né le 14 septembre 1969 à Johannesburg, province du Transvaal en Afrique du Sud) est le CEO d'AfriForum, un influent lobby sud-africain de défense des droits civils et de la minorité afrikaans en particulier.

## Biographie
Issu d'un milieu afrikaner, Kriel a grandi à Pretoria et est diplômé de l'Université de Pretoria, notamment d'une maitrise en géographie politique obtenue en 1996. 
Après avoir enseigné au lycée de Centurion durant 3 ans, il rejoint le syndicat Solidariteit où il est responsable du marketing et des avantages sociaux. 
En 2006, en tant que membre de Solidariteit, il participe à la création d'AfriForum dont l'objectif affiché est, dans la continuité de Solidariteit, de défendre les droits civils, la culture afrikaans et la minorité Afrikaner dans l'Afrique du Sud post-apartheid.  

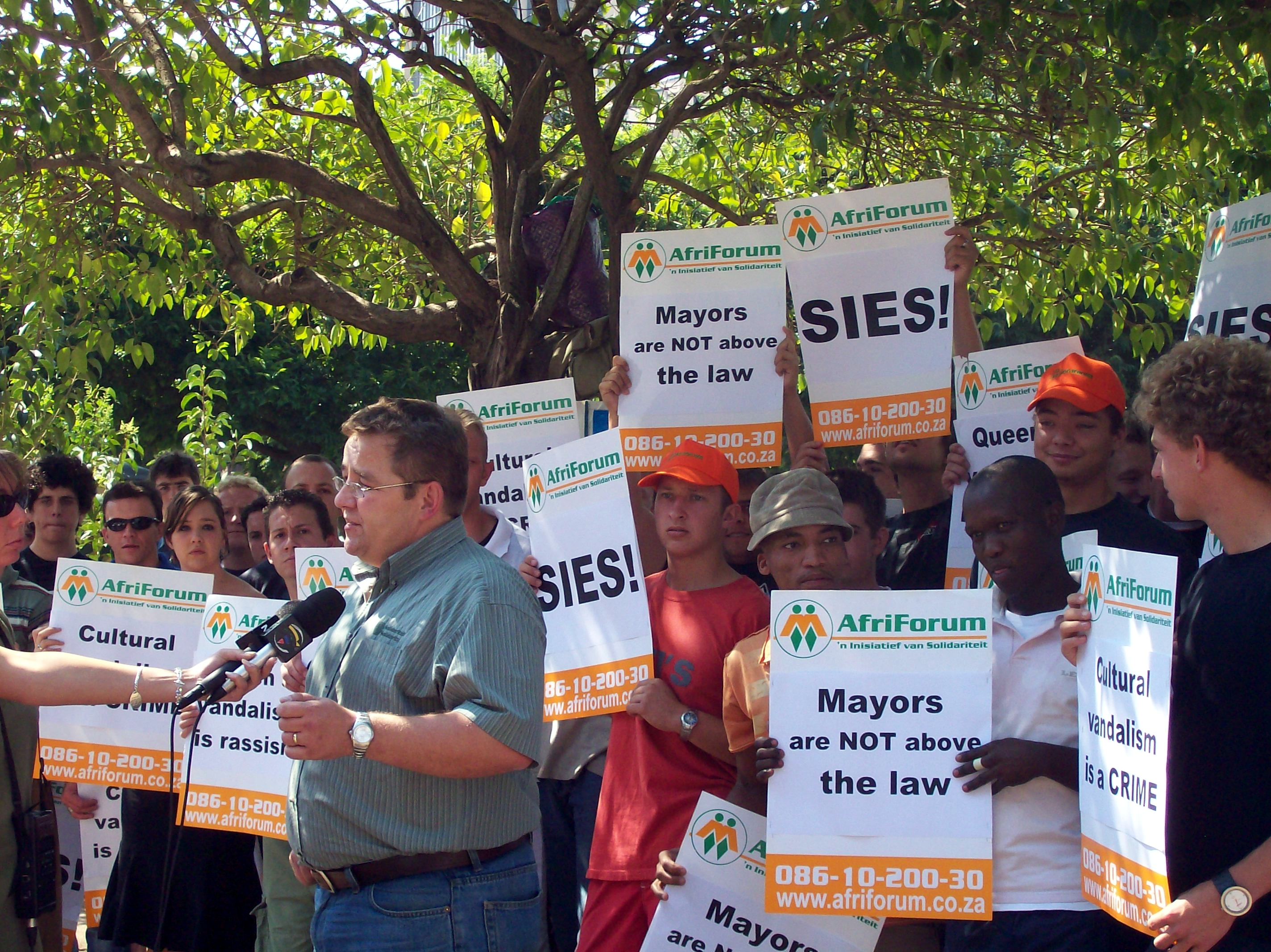
Kallie Kriel lors d'un rassemblement d'AfriForum à Pretoria en 2008

L'une de ses premières actions marquantes est de mobiliser avec succès les partisans du toponyme de Pretoria, dont le nom rend hommage à son fondateur, le chef voortrekker Andries Pretorius, vainqueur de la bataille de Blood River contre les Zoulous en 1838, au moment où les dirigeants locaux de la municipalité et du gouvernement envisagent de faire rebaptiser la capitale sud-africaine. Kallie Kriel et AfriForum sont, à cette occasion, accusés d'être des nostalgiques de l'apartheid (et le seront encore après). Pour Kriel, qui déclare vouloir voir s'installer « un respect mutuel » entre communauté blanche et noire afin de bâtir une histoire commune et un futur commun, « changer le nom de la ville, changer le nom des rues, c'est effacer [les Afrikaners] de l'histoire » et indiquer que l'on ne veut plus d'eux. Sur l'apartheid, il déclare que « la dignité de la majorité des habitants de ce pays n'était pas respectée, à l'époque. Mais le pendule est allé trop loin dans l'autre sens. Un homme, une voix, c'est démocratique. Mais dans une société aussi diverse que la nôtre, c'est compliqué à mettre en place. Les minorités doivent aussi avoir des droits garantis ». Plus tard, tout en réaffirmant sa condamnation de l'apartheid, il refusera qu'on puisse l'assimiler à un crime contre l'humanité semblable à l'holocauste au motif qu'aucun génocide n'avait été perpétué dans ce cadre contre les populations noires et fera condamner au civil un chef de Black First Land First qui soutenait que Kriel tenait un discours de haine,,.
Au fil des années, AfriForum se développe sous sa direction, gagne en notoriété et multiplie les actions d'éclats, les campagnes d'informations et/ou les poursuites judiciaires concernant les politiques de discrimination positive, de quotas, les discours de haine à l'encontre des minorités, les projets de réforme agraire sans compensation ou encore les attaques de fermes. 
En 2018, sous sa direction, AfriForum conclut des accords de coopération pour la défense de la propriété foncière avec d'une part le roi zoulou, Goodwill Zwelithini kaBhekuzulu, et d'autre part Patrick Lekota, le chef du Congrès du peuple.

## Vie privée
Membre de l'église réformée hollandaise, Kallie Kriel est marié à Ella Johanna Potgieter et a 5 enfants. 